# Levinebalia fortunata
Levinebalia fortunata is een kreeftachtigensoort uit de familie van de Paranebaliidae. De wetenschappelijke naam van de soort is voor het eerst geldig gepubliceerd in 1976 door Wakabara.